# Ихтерсхаузен
Ихтерсхаузен (нем. Ichtershausen) — община в Германии, в земле Тюрингия.
Входит в состав района Ильм.

Население составляет 3876 человек (на 31 декабря 2010 года). Занимает площадь 20,35 км2.

Официальный код — 16 0 70 028.
Община подразделяется на 3 сельских округа.

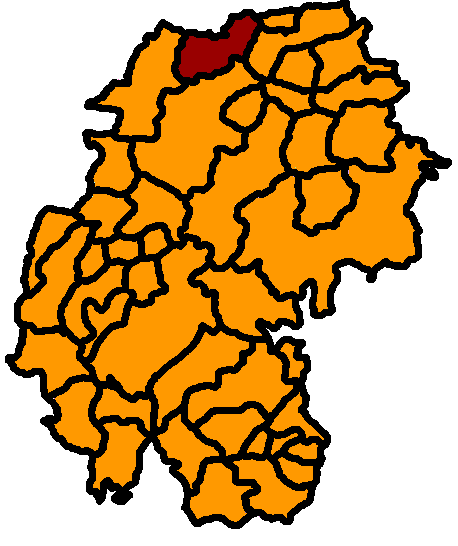
Ихтерсхаузен